# Hiroto Mogi
Hiroto Mogi (茂木 弘人 Mogi Hiroto?), född 2 mars 1984, är en japansk fotbollsspelare.
I november 2003 blev han uttagen i Japans trupp till U20-världsmästerskapet 2003.